# Philip Carteret
Pour les articles homonymes, voir Philip Carteret (officier) et Carteret.
Philip Carteret ou Philippe de Carteret, né le 22 janvier 1733 au manoir de La Trinité, à Jersey, et mort le 21 juillet 1796 à Southampton, est un officier de marine, navigateur et explorateur britannique. Il effectue deux tours du monde de 1764 à 1766, sous les ordres de John Byron et de 1766 à 1769, sous les ordres de Samuel Wallis.

## Biographie
Fils de Charles de Carteret, seigneur de La Trinité (Jersey) et de Françoise Marie de Saint-Paul, il commence sa carrière à 14 ans dans la Royal Navy à Plymouth (Angleterre) ; il travaille comme serviteur dans diverses expéditions.
Il est promu lieutenant en 1764 et participe à une première expédition autour du monde sur le Dolphin, commandé par John Byron.
Quelques mois à peine après le retour de ce premier tour du monde, promu commandant, de 1766 à 1769, il fait partie de l'expédition commandée par le capitaine Samuel Wallis chargée de découvrir de nouvelles terres dans l'hémisphère austral. Le 22 août 1766, il quitte Plymouth à bord du Swallow, un vieux sloop en très mauvais état, accompagné par le navire de ravitaillement le Prince Frédéric commandé par Jacques Brine, et du Dolphin commandé par Samuel Wallis. Il a pour mission d'explorer les régions inconnues situées entre le cap Horn et la Nouvelle-Zélande, afin de développer la navigation et le commerce dans cette région. Le Dolphin se sépare du Swallow à la sortie du détroit de Magellan au cours d'une tempête. Séparément, les deux vaisseaux poursuivent leur expédition et retournent en Angleterre en traversant le Pacifique. 
Les hauts faits de son voyage sont :
- le 9 mai 1767, il aperçoit l'île de Masafuero (Archipel Juan Fernández), dénommée Île Alejandro Selkirk et après avoir noté la présence d'un fort espagnol sur une île voisine, il parvient non sans difficulté à s'approvisionner en eau et en bois dans l'archipel.
- le 2 juillet 1767, un membre de son équipage, Robert Pitcairn, âgé de quinze ans, aperçoit une île. Le Swallow ne peut y accoster à cause de la violence des flots. L'île Pitcairn était découverte ; elle restera célèbre pour les événements de la Bounty.
- les îles de la Société (île de l'évêque d'Osnabrück, île du Roi George, île Gloucester), mais Carteret pense qu'il s'agit d'îles découvertes auparavant par le navigateur Pedro Fernández de Quirós. En fait, elles ont été découvertes quelques mois auparavant par Wallis.
- le 12 août, il atteint Ndeni qu'il baptise Isle d'Egmont, et les îles qu'il appellera celles de la Reine-Charlotte (partie des îles Santa Cruz, découvertes en 1595 par l'explorateur espagnol Álvaro de Mendaña. Il effectue une étude plus complète et découvre les îles Portland, Trevanion, Keppel, Oury et Lord How ou Nouvelle Gersey.
- le 20 août, il découvre un archipel qui porte aujourd'hui son nom;  il y baptise l'île de Gower du nom de son lieutenant et baptise l'île Carteret, puis l'île Simpson.

En septembre, il poursuit sa course au sud de ce qu'il baptisera la Nouvelle-Irlande (au nord de la Nouvelle-Guinée), passe à proximité de Djaul qu'il baptise île de Sandwich, de l'île qu'il baptise la Nouvelle-Hanovre, et atteint les îles Mapia et les îles qu'il appellera les îles de l'Amirauté. Après un passage aux Célèbes, il arrive à Batavia en juin 1768 et repart pour l'Angleterre en septembre. Lors de son retour, il rencontre l'expédition de Bougainville, parti quelques semaines après lui d'Europe, au large des côtes d'Afrique. Il arrivera à bon port en mars 1769.
Il sera nommé commandant aux Indes britanniques de 1777 à 1781, mais tous les nouveaux commandements de navires qu'il réclame lui sont refusés. Il souffre d'un accident vasculaire cérébral en 1792 et prend sa retraite à Southampton avec le grade de contre-amiral en 1794; il est nommé membre de l'Amirauté britannique la même année. Il meurt deux ans plus tard à Southampton et est enterré dans les catacombes de la All Saints' Church de la ville.
Le récit de son voyage a été publié avec celles du premier voyage de James Cook, de John Byron et Samuel Wallis par John Hawkesworth (1715?-1773), et traduit en français par Jean Baptiste Antoine Suard (1732-1817). La première édition française paraît en 1774.

## Mariage et descendance
Le 5 mai 1772, il épouse, à Londres, Marie Rachelle Silvestre (1741–1815), fille de Jean Silvestre, immigré protestant français et ancien médecin du roi Georges III. De cette union naissent Elizabeth, épouse de l'amiral William Symonds, et Caroline, épouse de Gabriel de Saint-George, chambellan du roi des Pays-Bas.